# 九重部屋
九重部屋（ここのえべや）は、日本相撲協会所属で高砂一門の相撲部屋。

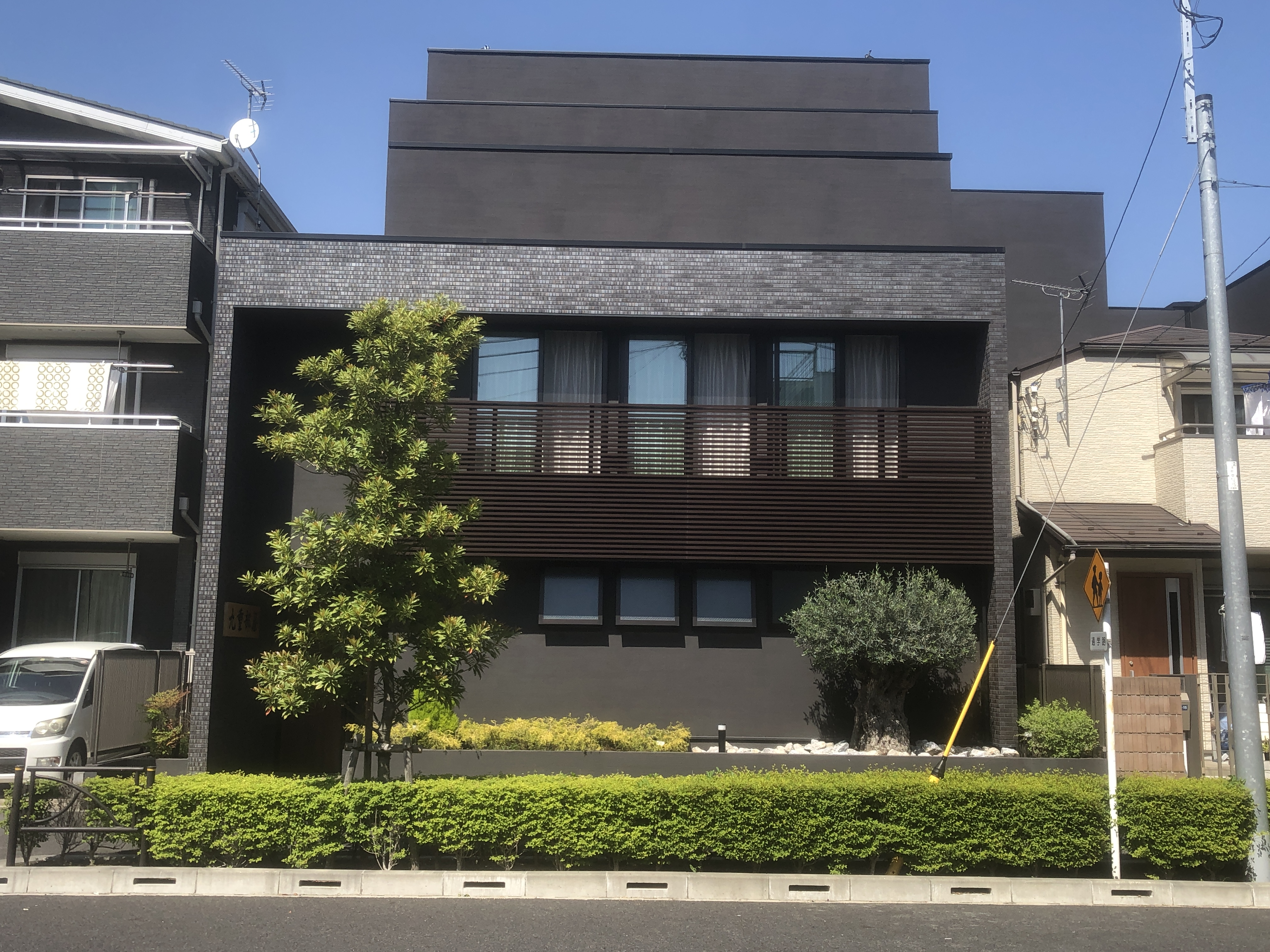

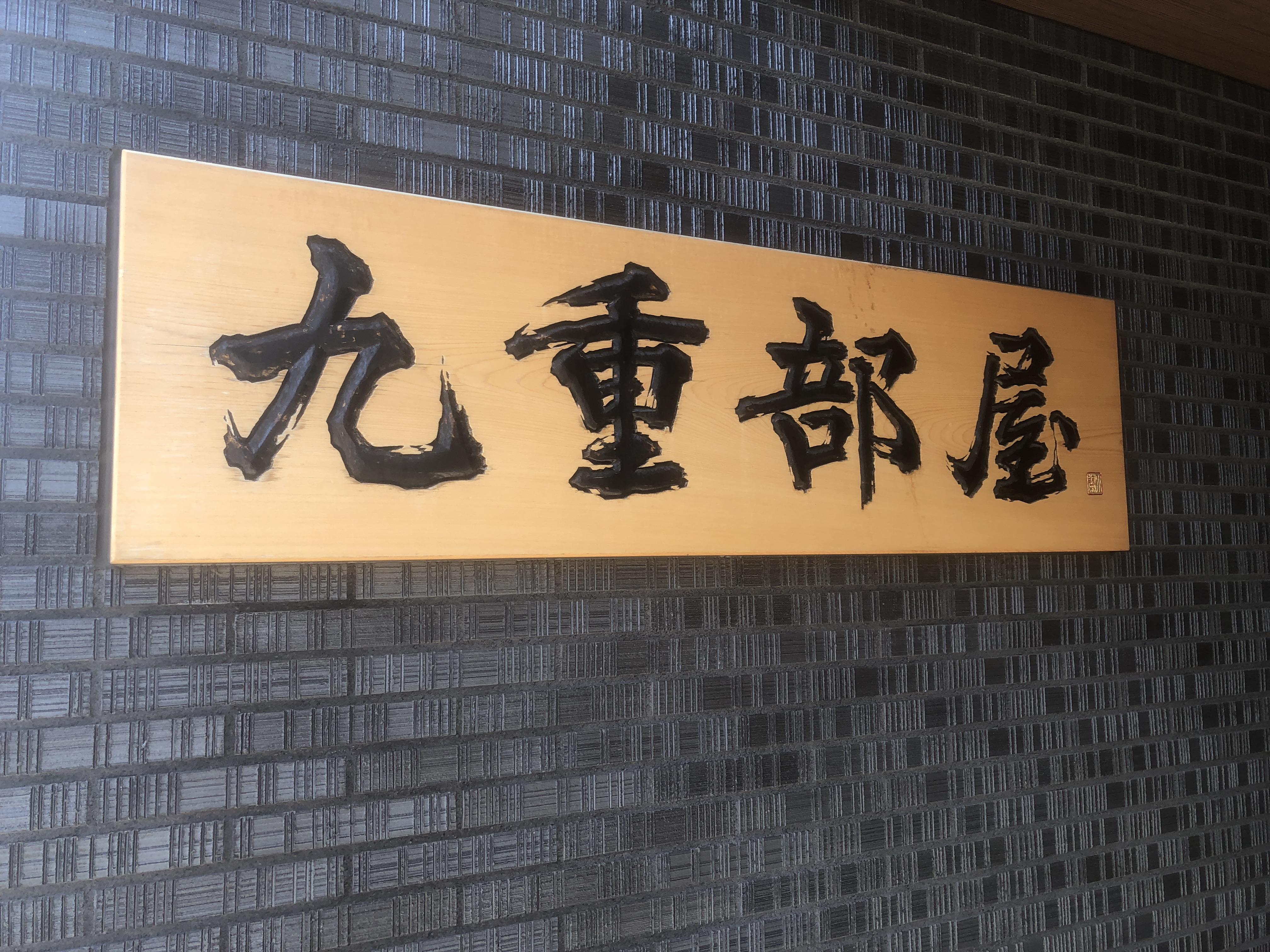

## 歴史
1959年（昭和34年）1月場所限りで引退して出羽海部屋の部屋付き親方となっていた一代年寄・千代の山（第41代横綱・千代の山）が年寄名跡「九重」を取得し、同年9月に年寄・11代九重を襲名した。当初、独立の意思はなく、出羽海部屋の継承を望んでいた。
1960年11月、7代出羽海（元横綱・常ノ花）が死去した後、部屋付き親方である13代武蔵川（元幕内・出羽ノ花）が8代出羽海を襲名して部屋を継承した。将来は11代九重が出羽海部屋を継承すると周囲からは目されていたが、8代出羽海は自身の後継者を第50代横綱・佐田の山と決定した。
このため、1967年1月場所千秋楽の翌日に11代は大関・北の富士ら13人の内弟子を連れて分家独立を申し出た。同月31日に分家独立と内弟子13人のうち10人の力士の移籍が承認されたものの、当時の出羽海一門には「分家独立を許さず」という不文律があり、同時に11代は出羽海一門から破門された。これに対して高砂部屋の師匠である4代高砂（第39代横綱・前田山）が救済へと動き、11代は高砂一門へ移籍して九重部屋を創設した。その後、所属力士の北の富士が横綱へ昇進した。
1977年10月に11代が逝去したため、1974年7月に現役を引退して同時に九重部屋から分家独立する形で井筒部屋を創設していた13代井筒（第52代横綱・北の富士）が同年11月に12代九重を襲名して、旧・九重部屋の力士全員を引き取って井筒部屋を九重部屋と改称し、実質的に部屋を継承した。旧・九重部屋の力士は北の富士が創設した井筒部屋の部屋施設に移って、看板を井筒部屋から九重部屋に変更した形になった為、いわゆる逆さ合併の形となっている。12代は先代からの弟子である千代の富士と直弟子である北勝海という2人の横綱を筆頭として数多くの関取を育て上げた。1985年9月場所から1987年3月場所にかけては所属力士が10場所連続しての幕内最高優勝を果たし（千代の富士8回・北勝海2回）、1917年（大正6年）1月場所から1921年5月場所における出羽ノ海部屋の連続優勝記録に並ぶ記録を打ち立て、名実ともに全盛期を迎えた。
1992年（平成4年）4月に12代と部屋付き親方である17代陣幕（第58代横綱・千代の富士）が年寄名跡の交換を行い、17代陣幕が13代九重を襲名して部屋の師匠に就任し、12代は18代陣幕を襲名して部屋付き親方となった。
しかし、後に1993年10月に部屋付き親方である8代八角（第61代横綱・北勝海）が分家独立して八角部屋を創設した際に、18代陣幕など当時部屋付き親方として所属していた年寄4人全員が八角部屋へと移籍した。ちなみに、八角部屋はそれまでの九重部屋の施設を18代陣幕から譲り受けて開設されている。
これについて北の富士（18代陣幕）は、後年「千代の富士は1人でやれるし、邪魔になるだけ。八角は応援してやらんと」と、移籍の理由が13代が自由に運営できるようにするための配慮と同時に、独立する八角への支援が必要との判断をした事情を説明し、同時に「俺はアイツを信頼し、うわさなんか何とも思わん」と、不仲の噂を完全に否定した。退職後も13代とは私的な交友関係を継続していた。
13代は東京都墨田区にある自宅を改装して部屋の施設を建設し、自身の38歳の誕生日である1993年6月1日に部屋開きを行った。13代は大関・千代大海や共に小結の千代天山、千代鳳などの関取を育てた。また、学生相撲出身者も多く迎え入れており、小結・千代大龍をはじめ複数の学生出身関取を育て上げたが、2016年7月31日に膵臓がんのため死去した。これに伴い、8月3日に13代の直弟子で部屋付き親方をしていた20代佐ノ山（元大関・千代大海）が14代九重を襲名し、部屋を継承した（書類上は8月2日付）。
13代九重の頃は三段目に昇進した時点で部屋の力士の四股名に「千代」の字が付けられたが、14代九重は「三段目が目標じゃないから」と、2017年5月場所から新弟子を含めたすべての力士に「千代」をつけることにした。また部屋の呼出には名前に「重」の字が付く。
1980年代後半から1990年代前半においては千代の富士（13代九重）の圧倒的なネームバリューも手伝い、相撲の知識に乏しい少年であっても「相撲部屋といえば九重部屋」というほど認知度の高い部屋であったようであり、実際に出世頭の千代大海のケースでは一番人気のあった元横綱の部屋というだけで入門しようと部屋に連絡を入れたのがそもそも大相撲人生の始まりであった。また、魁皇も元々将来の進路について何となく考えながら「九重部屋に見学に行きたいなぁ」と周囲の大人に漏らしたのが角界入りのきっかけとなった。
2018年6月28日には、13代谷川（元関脇・北勝力）が八角部屋から移籍して部屋付き親方となった。
2018年11月22日、葛飾区の青木克徳区長の記者会見で『2020年秋頃に九重部屋が葛飾区奥戸1丁目へ移転してくる』ことが発表された。移転までは14代が13代の自宅と敷地を借用する形となる。
2021年2月15日、葛飾区奥戸の新しい部屋施設に移転。同月17日から稽古を始めている。一部報道によるとこの葛飾区の部屋の土地は区有地とのこと。
13代時代に使用していた部屋建物は弟子筋が調理を担当する「ちゃんこ千代の富士」に改装され、2023年2月20日にオープン。

## 所在地
- 東京都葛飾区奥戸1-21-14
  - JR総武線新小岩駅徒歩20分[11]

## 師匠
- 11代: 九重雅信（ここのえ まさのぶ、第41代横綱・千代の山、北海道）
- 12代: 井筒勝昭→九重勝昭（ここのえ かつあき、第52代横綱・北の富士、北海道）
- 13代: 九重貢（ここのえ みつぐ、第58代横綱・千代の富士、北海道）
- 14代: 九重龍二（ここのえ りゅうじ、大関・千代大海、大分）

## 所属年寄
- 谷川英樹（たにがわ ひでき、関脇・北勝力、栃木）※ 八角部屋から移籍
- 佐ノ山憲輝（さのやま としき、前1・千代の国、三重）
- 錦島祐樹（にしきじま ゆうき、小結・千代鳳、鹿児島）

## 行司
- 39代木村庄之助
- 木村晃之助

## 力士

### 現役の関取経験力士
- 千代翔馬富士雄（前2・モンゴル）13代、14代弟子
- 千代丸一樹（前5・鹿児島）13代、14代弟子
- 千代ノ皇王代仁（前14・鹿児島）13代、14代弟子
- 千代栄栄太（十8・京都）13代、14代弟子

### 横綱・大関

#### 横綱
- 北の富士勝昭（52代・北海道）11代弟子（入門は出羽海部屋）
- 千代の富士貢（58代・北海道）11代、12代弟子
- 北勝海信芳（61代・北海道）12代、13代弟子

#### 大関
- 千代大海龍二（大分）13代弟子

### 幕内

#### 関脇
- 北瀬海弘光（北海道）11代、12代弟子（入門は出羽海部屋）

#### 小結
- 孝乃富士忠雄（東京）12代、13代弟子
- 千代天山大八郎（大阪）12代、13代弟子
- 巴富士俊英（秋田）12代、13代弟子
- 千代鳳祐樹（鹿児島）13代、14代弟子
- 千代大龍秀政（東京）13代、14代弟子

#### 前頭
- 富士乃真司（前1・千葉）12代弟子（入門は井筒部屋）
- 千代の国憲輝（前1・三重）13代、14代弟子
- 禊鳳英二（前2・北海道）11代弟子（入門は出羽海部屋）
- 若の富士昭一（前2・東京）11代、12代弟子（一時、井筒部屋へ移籍）
- 千代櫻輝夫（前5・北海道）11代、12代弟子（入門は出羽海部屋）
- 千代白鵬大樹（前6・熊本）13代弟子
- 松前山武士（前9・北海道）11代弟子（入門は出羽海部屋）
- 影虎和彦（前11・岩手）11代、12代弟子

### 十両
- 大富士慶二（十6・東京）12代弟子（入門は井筒部屋）
- 千代の海茂夫（十7・北海道）11代弟子（入門は出羽海部屋）
- 千代の海明太郎（十8・高知）13代、14代弟子
- 千代の若秀則（十9・兵庫）12代、13代弟子
- 西の富士勝治（十10・宮崎）12代弟子（入門は井筒部屋）
- 嵐立磨（十10・広島）12代、13代弟子
- 千代嵐慶喜（十10・千葉）13代、14代弟子
- 千代桜右京（十11・東京）13代弟子
- 富士の岩秀之（十13・福岡）11代、12代弟子（一時、井筒部屋へ移籍）
- 富士の里昇（十13・北海道）11代、12代弟子

## トピック

### 夏合宿
1997年から当時の九重親方（元横綱千代の富士）の出身地である北海道福島町で夏合宿が行われている。夏合宿には福島町が全面協力し、稽古見学のほか、町内イベントへの所属力士の参加など交流が行われている。特に力士の朝稽古の一般公開は町内外から1万人以上が見学に訪れる。
2025年の夏合宿は福島町で新聞配達員がヒグマに襲われて亡くなる事故が発生するなど、ヒグマの出没が続いており中止となった。

### 2021年　新型コロナウイルスの集団感染
2021年1月場所前に相撲協会が全協会員に実施したPCR検査により、千代翔馬、千代鳳、幕下以下の力士2人の新型コロナウイルス感染が判明したため、感染は確認されていないが濃厚接触の可能性がある者も含めて、全所属力士と師匠の14代九重、行司1人、床山2人は1月場所を休場することになった。
場所中の同月18日に、師匠の14代九重ほか幕下以下の力士4名の新型コロナウイルス感染が公表された。芝田山広報部長は「師匠も鼻水などの症状（がある）。（入院の判断は）症状が出ている者、基礎疾患のある者、専門家の先生が判断して。他の感染の者は部屋の中で陰性の者とは隔離しながら生活している。全員入院じゃない。症状の軽い人は部屋にいる」と説明し、「その時は感染していなくてもウイルスが数日後に出るということ。陽性者の出た部屋を部屋単位でロックアウトという形をとり、全員を全休としたことは対応としては良かったということ」としている。
その後、力士養成員に体調不良者が出たため、同月18日に部屋住みの力士27人にPCR検査を実施したところ、19日までに新たに5人の感染が判明。症状の重い4人の力士が19日に入院した。同部屋の感染者はここまでで計14人となっている。
同月20日に4人の力士が退院し、14代九重が入院した。部屋に残っている5人の感染者(力士4人、行司1人)について、芝田山広報部長は「部屋の中で隔離されて生活。どうするか、保健所の指導になる」と話している。18日から19日にかけて4人の力士が退院したことが22日に発表された。24日にはPCR検査の結果、新たに3人の力士が陽性となり、ここまでの感染者は計17人となったとされたが、2月3日の協会発表によって3人の内1人は陰性であったと訂正された。
1月場所千秋楽(24日)後に入院中の力士たちが順次退院しており、同月29日までに14代九重も退院したという。
日本相撲協会は、場所後2週間の指針を各部屋に通達した。師匠の判断により外出については制限が緩和されるが、外食は午後8時までなど政府の緊急事態宣言に沿った行動を要請している。
2月18日に14代九重がマスコミの電話取材に応じた。「場所前だったので非常にショックを受けた。歯がゆい気持ちだった」と語り、また肺炎が重症化し生死の境をさまよった自身の症状についても明かした。1度目は陰性であったものの、2度目の1月18日のPCR検査で陽性の診断を受けた。同月20日に入院したが、夫人に病院から電話があり「3日間、酸素濃度が下がったら危ない」と言われていたという。酸素マスクはせず、1日18時間寝て回復を待つばかりであったという。危機を脱して退院後は、部屋で隔離生活を送った。取材を受ける10日ほど前までは、発声も困難であった。感染・発症時期は本人にも分からないという。
「絶対ならない方がいい。感染したらたばこ吸っている人はすごい悪くなるから。肺炎というのはコロナの終わりかけになる。コロナになりました、感染しました、すぐ肺炎じゃないんですよ。最初はけろっとしているんですよ。何にもどこも悪くないし、何かちょっとのどが痛いなとか、鼻が乾くなという程度なんですよ」「それで検査したら陽性ということで。しかももう終わりかけですと。そこからすぐ肺炎になったんですよ。だから入院も4日しかできない。いつなったかが大事なんですよね。だから入院も治るまでというわけではなくて。決まっているんですよ。もっと入院したいといってもダメなんですよ」と、2019年新型コロナウイルス感染の分かりにくさと喫煙者が重症化する危険性、医療機関が逼迫する理由を語っている。

## 井筒部屋

### 高砂一門（北の富士）時代
1974年（昭和49年）4月に井筒部屋が陸奥部屋へと改称した際に、年寄名跡・井筒は高砂一門の九重部屋に所属する第52代横綱・北の富士（北海道出身）が取得した。
1974年（昭和49年）7月限りで北の富士が引退して12代井筒を襲名し、同時に九重部屋から分家独立する形で井筒部屋を創設した。井筒部屋は8代井筒系統以来の高砂一門の所属となった。しかし、1977年（昭和52年）10月に九重部屋の師匠である11代九重（元横綱・千代の山）が逝去したことに伴い、同年11月に12代井筒は12代九重を襲名して井筒部屋を九重部屋と改称し、旧・九重部屋の力士全員を引き取って実質的に九重部屋を継承したため（形式的には九重部屋が存続）、再び井筒部屋の名称は消滅した。実質は北の富士の井筒部屋の施設に千代の富士ら旧・九重部屋の力士達が移籍して、部屋の看板を井筒部屋から九重部屋に変更した形だったので、逆さ合併の形だった。
この3年あまりの井筒部屋時代に関取は生まれなかったが、九重部屋との合流後に若の富士と富士乃真が幕内に昇進し、大富士、富士の岩、西の富士が十両に昇進している。なお、若の富士と富士の岩は独立時からの弟子である。
翌12月に旧井筒部屋出身かつ同部屋から分家独立して君ヶ濱部屋を率いていた8代君ヶ濱（元関脇・鶴ヶ嶺昭男）が、1977年（昭和52年）12月に12代九重が所有する年寄名跡・井筒と名跡交換を行い13代井筒を襲名して、部屋の名称を君ヶ濱部屋から井筒部屋へ改称した。これに伴い、井筒部屋は再び時津風一門の系統に属することとなった。

## 旧・九重部屋
1930年（昭和5年）10月場所限りで引退して井筒部屋の部屋付き親方となっていた年寄・8代九重（元大関・豊國）が、1931年に井筒部屋から分家独立して部屋を創設した。しかし体調を崩したために1937年5月場所限りで部屋は閉鎖され、所属力士は朝日山部屋へ移籍した。